# Піроліз нафти
Піро́ліз на́фти — технологічний процес піролізу вуглеводневої сировини (нафти і нафтових фракцій) одержання нижчих алкенів. Процес ведуть при 700—1000 °C під тиском, близьким до атмосферного.
У промислових умовах для виробництва етилену і пропілену проводять піроліз нафтових фракцій. Найбільш високий вихід етилену досягається при піролізі легких бензинів парафінової групи з великим вмістом вуглеводнів нормальної будови. Поряд з етиленом і алкенами C3—C4 утворюється значна кількість рідких продуктів, які містять алкени, циклоалкени, алкадієни C5 і вище, а також арени C6—C8 та ін. компоненти.
Вихід продуктів при піролізі різних бензинів складає (% мас.):
- етилен 22—32;
- пропілен 10—17;
- фракція С4—C5 — 12,
- арени 6—13.

У зв'язку з ростом цін на прямогінні бензини і їхні недостатні ресурси в ряді країн як сировину для піролізу застосовують гасо-газойлеві фракції з температурою перегонки 170—380 °C. При піролізі газойлів вихід етилену становить 16—23, пропілену — 15, рідких продуктів — 50 % (мас.).
Спостерігається стійка тенденція залучення в процес піролізу все більш важкої сировини, що обумовлено недостатньою кількістю низькокиплячих фракцій нафти і підвищенням попиту на більш важкі продукти піролізу (пропілен, бутилен, бутадієн, арени й ін.) Однак перехід на більш важку сировину пов'язаний з істотною реконструкцією установок піролізу через підвищення коксоутворення. Вибір сировини обумовлює вартість продукту, тому що на нього припадає понад 70 % собівартості етилену.